# Edith Frank-Holländer
Edith Frank-Holländer (còn gọi là Holländer, 16 tháng 1 1900 – 6 tháng 1 1945), bà là mẹ của Anne Frank và Margot Frank.

## Tiểu sử

### Tuổi thơ
Edith Holländer là con út trong số bốn người con của một gia đình người Đức gốc Do Thái ở Aachen, Đức. Cha là Abraham Holländer (1860–1928) một người thành đạt trong ngành thiết bị công nghiệp và nổi danh trong cộng đồng người Do Thái ở Aachen cùng với mẹ của bà là Rosa Stern (1866-1942).

### Kết hôn
Bà đã gặp Otto Frank năm 1924 và họ kết hôn vào ngày sinh nhật thứ 36 của ông, 12 tháng 5 năm 1925, tại giáo đường Do Thái ở Aachen. Cô con gái đầu của họ, Margot được sinh ra ở Frankfurt vào năm 1926 và con gái út là Anne, sinh ngày 12 tháng 6 năm 1929.

### Di cư
Sự phát triển của phong trào bài Do Thái và sự ra đời của luật phân biệt chủng tộc ở Đức đã buộc gia đình phải di cư sang Amsterdam vào năm 1933, nơi Otto thành lập một chi nhánh của công ty phân phối hương liệu và Pectin. Những người anh em của bà là Walter (1897-1968) và Julius (1894-1967) đã trốn sang Mỹ vào năm 1938, và Rosa Holländer-Stern rời Aachen vào năm 1939 để đến ở với gia đình Frank ở Amsterdam.
Vào năm 1940 Phát xít xâm lược Hà Lan và tiến hành khủng bố người Do Thái ở đất nước này. Những đứa con của Edith bị đuổi khỏi trường học, và chồng bà phải nhường lại công việc kinh doanh cho hai đồng nghiệp người Hà Lan Johannes Kleiman và Victor Kugler, những người đã giúp đỡ gia đình khi họ trú ẩn tại khu vực nhà ở của công ty vào năm 1942.
Khoảng thời gian hai năm mà gia đình Frank phải sống lẩn lút cùng với bốn người khác (người hàng xóm Hermann van Pels, vợ và con trai ông, và nha sĩ của Miep Gies, Fritz Pfeffer) đã được mô tả sinh động trong cuốn nhật ký được xuất bản sau khi chết của Anne Frank, bài viết cuối cùng chỉ ba ngày trước khi họ bị phản bội và bắt giam bởi một kẻ giấu mặt vào ngày 4 tháng 8 năm 1944.

### Bị bắt và chết tại trại tập trung
Sau khi bị giam cầm tại trụ sở Gestapo tại Euterpestraat và bai ngày tại nhà tù ở Amstelveenweg, Edith, cùng với những người lẩn trốn chung với bà, họ được chuyển đến trại chuyển tiếp Westerbork. Từ đây họ được chuyển đến Auschwitz vào ngày 3 tháng 9 năm 1944. Edith và các con của bà bị tách ra khỏi Otto khi đến nơi và họ đã không bao giờ được gặp lại ông. Vào ngày 30 tháng 10 một đợt lựa chọn khác đã tác Edith ra khỏi Anna và Margot. Edith bị đưa vào buồng hơi ngạt, và các con của bà bị chuyển đến Bergen-Belsen. Bà đã cùng với một người bạn trốn được đến một khu khác của trại, nơi bà sống sót qua mùa đông, nhưng chết vì kiệt sức và suy dinh dưỡng vào tháng 1 năm 1945 vào tuổi bốn mươi tư, hai mươi ngày trước khi Hồng quân giải phóng khu trại.

## Nhật ký
Khi Otto Frank quyết định sửa chữa nhật ký của cô con gái để in thành sách, ông ý thức được rằng vợ ông sẽ bị chỉ trích vì mối quan hệ bất đồng giữa bà với Anne, và đã bỏ đi một số lời nhận xét thiếu tôn trọng của cô bé đối với vợ ông, và những cư dân khác ở Khu kín. Tuy nhiên, chân dung của một người mẹ lãnh đạm và mỉa mai của Anne đã bị nhân lên gấp đôi do tính bi kịch của cuốn sách, nó trái ngược với ký ức của những người biết đến bà như một phụ nữ khiêm nhường, lạnh nhạt, người luôn cố gắng đối đãi với những đứa trẻ của mình một cách công bằng.
Sự khám phá ra những trang trước đây chưa được biết đến do ông xén đi vào năm 1999 đã cho thấy Anne đã tin rằng mối quan hệ gia đình của cô bé là một cuộc hôn nhân thực dụng không có tình yêu, và cảm giác này đã giúp cô có được sự thấu cảm mới đối với vị trí của người mẹ. Và vào lúc Edith và những đứa con gái ở Auschwitz, Bloeme Evers-Emden, một người sống sót ở Auschwitz khi được Willy Lindwer phỏng vấn trong The Last Seven Months of Anne Frank (Bảy tháng cuối cùng của Anne Frank), đã nói rằng: "Họ luôn bên nhau - mẹ và con. Chắc chắn rằng họ đã ủng hộ nhau rất nhiều. Tất cả những điều một đứa trẻ mới lớn suy nghĩ về mẹ của nó không có ý nghĩa gì cả".